# Catoprion mento
Catoprion mento är en fiskart som först beskrevs av Cuvier, 1819.  Catoprion mento ingår i släktet Catoprion och familjen Characidae. Inga underarter finns listade i Catalogue of Life.